# Bitwa pod Krzyżopolem

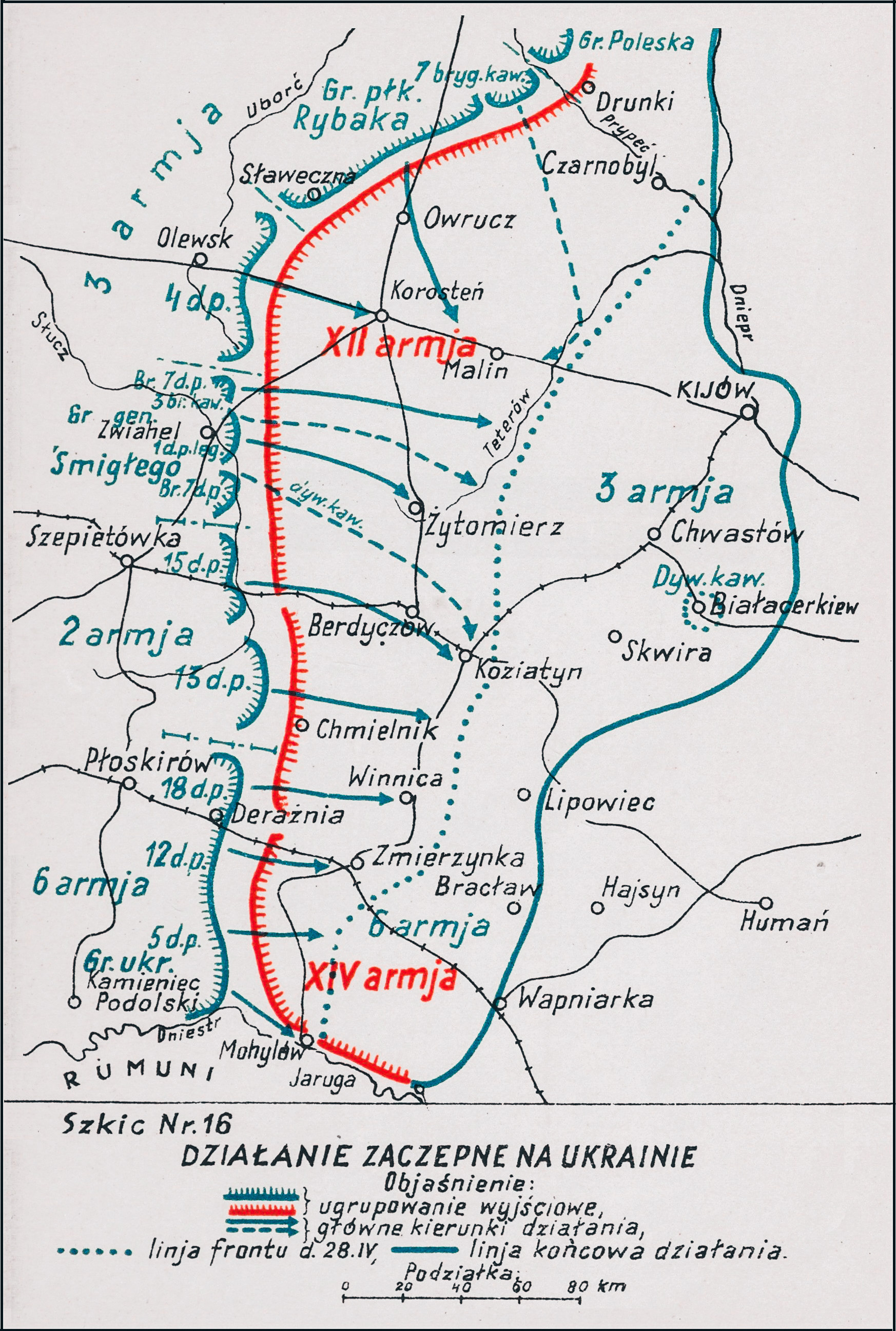
Adam Przybylski,
Wojna Polska 1918–1921

Bitwa pod Krzyżopolem – walki polskiego 51 pułku piechoty Strzelców Kresowych z oddziałami sowieckiej 60 Dywizji Strzelców toczone w okresie II fazy operacji kijowskiej w czasie wojny polsko-bolszewickiej.

## Geneza
25 kwietnia rozpoczęła się polska ofensywa na Ukrainie. Zgrupowane na froncie od Starej Uszycy nad Dniestrem po Prypeć trzy polskie armie uderzyły na wschód.
Po stronie sowieckiej broniły się 12 Armia Siergieja Mieżeninowa w składzie 7., 44. i 58 DS oraz 17 DK, która osłaniała kierunek kijowski i białocerkiewski, a na lewym skrzydle 14 Armia Ijeronima Uborewicza w składzie 21., 41., 45. i 60 DS oraz 8 DK broniąca kierunku Żmerynka-Bracław.
Podczas polskiej ofensywy na Ukrainie 6 Armia gen. Wacława Iwaszkiewicza-Rudoszańskiego realizowała cele pomocnicze. Jej 12 Dywizja Piechoty prowadziła natarcie wzdłuż linii kolejowej Żmerynka – Odessa.

## Walczące wojska
| Jednostka                        | Dowódca                 | Podporządkowanie    |
| Wojsko Polskie                   |                         |                     |
| 12 Dywizja Piechoty              | gen. Marian Januszajtis | 6 Armia             |
| ⇒ 51 pułk piechoty               | płk Marian Kukiel       | 12 Dywizja Piechoty |
| → III/ 51 pułku piechoty         | kpt. Wojciech Tyczyński |                     |
| – 5/51 pułku piechoty            | ppor. Wojciech Wójcik   |                     |
| – 6/51 pułku piechoty            | por. Józef Zawadzki     |                     |
| – 7/51 pułku piechoty            | ppor. Jerzy Machniak    |                     |
| – 8/51 pułku piechoty            | ppor. Alojzy Stupka     |                     |
| ⇒ 12 pułk artylerii polowej      |                         |                     |
| ⇒ pociąg pancerny „Pionier”      |                         |                     |
| ⇒ pociąg pancerny „Iwaszkiewicz” |                         |                     |
| Armia Czerwona                   |                         |                     |
| 60 Dywizja Strzelców             | komdyw. P. Iwanow       | 14 Armia            |
| ⇒ 180 Brygada Strzelców          |                         | 60 DS               |
| → 540 pułk strzelców             |                         |                     |

## Walki pod Krzyżopolem
Natarcie na Krzyżopol
13 maja 51 pułk piechoty, wspierany przez dwie baterie 12 pułku artylerii polowej i pociągi pancerne „Iwaszkiewicz” oraz „Pionier”, uderzył na broniony przez oddziały 60 Dywizji Strzelców Krzyżopol. II batalion nacierał na wzgórza między wsią Altanka a lasem na wzgórzu 297, III batalion, bez 9 kompanii, na wzgórza między Kniażewem a stacją kolejową Kniaźpol, 9 kompania wraz z pociągiem pancernym „Pionier” – wzdłuż toru kolejowego. I batalion stanowił odwód pułku.
Walki rozpoczęły się we wczesnych godzinach rannych. I batalion złamał opór przeciwnika na wzgórzu 297, skierował się na leśniczówkę Dubowo i podchodził pod stację kolejową Krzyżopol od południa. III batalion stoczył ciężką walkę o Kniaźpol. Kontratak sowieckiej kawalerii odparł dopiero ogniem karabinów maszynowych pociąg pancerny „Pionier”. O polskim sukcesie zdecydowało obejście przez 9 kompanię Kniaźpola, a przeciwnik wycofał się na stację kolejową Krzyżopol. Rozmieszczeni na dogodnym do obrony terenie Sowieci bronili się skutecznie. II batalion musiał obejść stację od południa i zagrozić odcięciem sowieckich pancerek. Zagrożeni okrążeniem Sowieci około 15.00 wycofali się ze stacji. Tymczasem dowódca pułku wprowadził do walki także odwodowy I batalion. Około południa zdobył on wieś Czobotarki. Zdobyciem stacji kolejowej Krzyżopol pułk zakończył działania w ramach ofensywy wojsk polskich na Ukrainie i rozpoczął okres uporczywych walk o utrzymanie Krzyżopola – najbardziej na południowy wschód wysuniętego punktu na froncie 6 Armii. Straty pułku w tym dniu to 1 zabity i 13 rannych. Pułk wziął kilku jeńców i zdobył obficie zaopatrzony magazyn kolejowy.
Obrona Krzyżpola
W rejonie Krzyżpola pułk przeszedł do obrony. Miasteczka bronił II batalion, w pobliskiej Czobotarce stanął I batalion, a odwód stanowił III batalion i wraz z dowództwem pułku rozlokował się w Kniażewie. Na lewym skrzydle do obrony przeszedł 54 pułk piechoty ze sztabem w Sokołówce, na prawym 4 pułk strzelców podhalańskich z dowództwem w Miastkówce. 15 maja na Krzyżopol uderzyła 180 Brygada Strzelców. II batalion obsadził stację kolejową Krzyżopol dwiema kompaniami: 5 kompania zajęła stanowiska na zachód od toru, a 7. na wschód. Pozostałe kompanie rozmieszczone były w centrum miejscowości i stanowiły odwód. Pobliskie wsie: Nowosiółki, Tarnówka Wielka i Mała nie były bronione.
Po zajęciu przez przeciwnika Nowosiółek, dowódca batalionu ocenił, że nieprzyjaciel uderzy na Krzyżopol od zachodu i zdecydował się przerzucić 8 kompanię z Krzyżopola na prawe skrzydło, by we współdziałaniu z 5 kompanią móc skutecznie kontratakować. Sowieci wyprowadzili jednak główne uderzenie z lasu na południowy wschód od linii kolejowej w lewe skrzydło II batalionu. Pierwszy atak odparły ogniem karabinów maszynowych 7. i 8 kompania. Przeciwnik ponowił jednak natarcie i wtargnął do Krzyżopola. Rozgorzały walki uliczne, podczas których czerwonoarmistów wsparli miejscowi komuniści. Ciężko ranny został dowódca 6 kompanii por. Józef Zawadzki, a dowodzenie nad dwoma kompaniami przejął dowódca 7 kompanii ppor. Jerzy Machniak. Kompanie, ulegając liczebnej przewadze, wycofały się, a Sowieci zajęli część miejscowości. Skutecznie kontratakowała 8/51 pułku piechoty ppor. Alojzego Stupki, która wykorzystując pagórkowaty teren, obeszła Krzyżopol i uderzyła na prawe skrzydło sowieckich oddziałów. Powodzenie kompanii wykorzystały pozostałe kompanie i, prowadzone do ataku przez dowódcę II batalionu kpt. Tyczyńskiego, odzyskały teren. W tym czasie 5 kompania ppor. Wójcika uderzyła na Nowosiółki i zajęła je.
16 maja Sowieci zaatakowali I batalion rozmieszczony w Czobotarce. 1 i 3 kompania wycofała się z wioski. Wieczorem dowódca I batalionu zorganizował kontratak i przy wsparciu 3 baterii 12 pułku artylerii polowej odzyskał miejscowość. Po tej porażce Sowieci zrezygnowali z prób przełamania obrony w rejonie 51 pułku piechoty Strzelców Kresowych.